# William Dampier

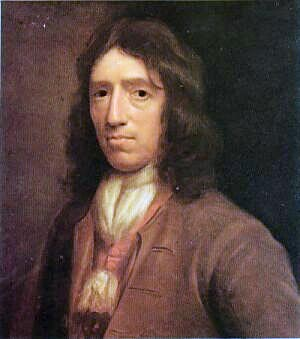
William Dampier

William Dampier (East Coker, Somerset, 1651 – Londen, 1715) was een Engelse zeevaarder, avonturier en piraat, alsmede een ontdekkingsreiziger. Hij maakte drie keer een reis rond de wereld.
Dampier begon al vroeg een carrière op zee. Rond 1669 nam hij deel aan een tocht naar Newfoundland, en bezocht vervolgens het huidige Indonesië. Hij diende in de Derde Engels-Nederlandse Oorlog, maar moest wegens ziekte terugkeren. In 1674 vestigde Dampier zich in Jamaica, en hield zich bezig met kusthandel rond het eiland, waarbij hij onder meer Campeche in Mexico bezocht, en enige tijd als zeerover dienstdeed.

## Rond de wereld als piraat (1679-1691)
In 1679 sloot Dampier zich in Negril Bay aan bij een groep piraten onder Richard Sawkins. Met vijf (later negen) schepen plunderden ze Portobelo (Panama), staken de landengte van Panama over en overvielen diverse schepen aan de Pacifische kust. Sawkins kwam om in een gevecht met de Spanjaarden, en Bartholomew Sharp werd de nieuwe leider. Sharp, met onder meer Dampier, volgde in de Trinity de kust zuidwaarts tot in Chili, en plunderde Spaanse steden. Daarna trokken de piraten zich terug naar de Juan Fernández-archipel. De Spanjaarden kwamen echter achter hen aan, en ze keerden terug naar het vasteland en vielen diverse Noord-Chileense steden aan, waarna de expeditie opbrak. Dampier diende met twee anderen in de boot van de Trinity naar Panama terug te keren. Terug in de Caribische Zee sloot Dampier zich opnieuw bij een groep piraten aan, dit keer onder Peter Wright, met wie hij uiteindelijk in 1682 in Virginia belandde.
Het volgende jaar vertrok Dampier op de Revenge onder John Cooke. Ze staken de Atlantische Oceaan over naar Sierra Leone, waar een Deens schip veroverd werd. Het schip werd hernoemd tot Batchelor's Delight, en met dit schip voeren ze zuidwaarts, en rondden ze Kaap Hoorn. Op Juan Fernandez pikten ze een indiaan op die daar in 1681 was achtergelaten. Bij de kust van Costa Rica overleed Cooke, en nam Edward Davis het commando over. Opnieuw werden diverse Spaanse steden aangevallen.

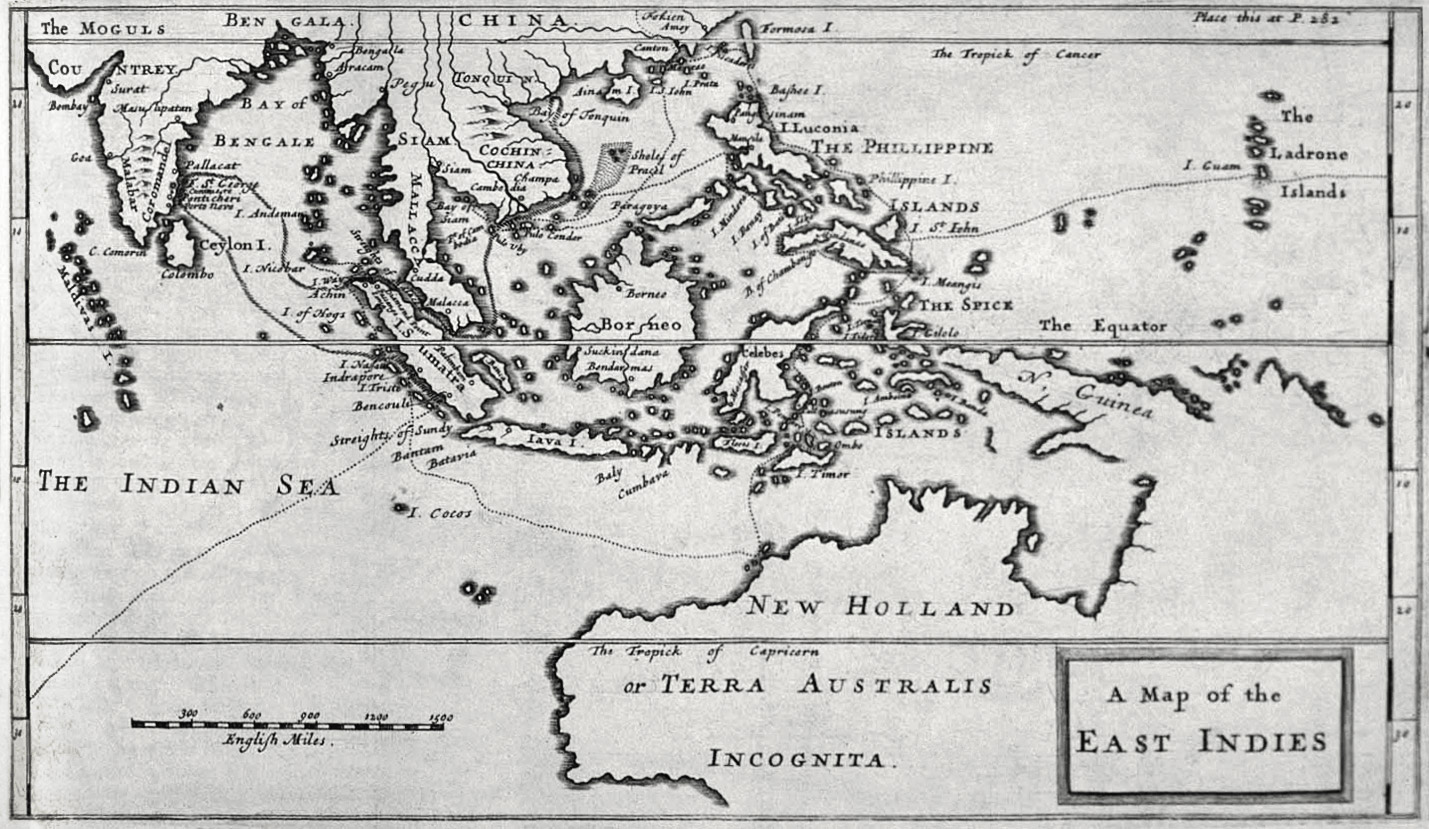
Kaart van Oost-Indië uit Dampiers boek

Hierna ging Dampier over naar de Cygnet onder Charles Swan, die al vanaf kort na Kaap Hoorn met hen meevoer. Swan voer noordwaarts langs de kust, en vertrok vanaf Kaap Corrientes westwaarts, met de bedoeling Oost-Indië te bereiken. Via Guam bereikten ze Mindanao, waar muiterij uitbrak en Swan met 39 man van boord werd gezet. Onder John Read voer Dampier verder, door de Filipijnen en rond de Zuid-Chinese Zee. Na reparaties in de Filipijnen voer men weer zuidwaarts, en landde men uiteindelijk op de kust van Nieuw-Holland, het huidige Australië. Ze voeren enige tijd langs de kust en vertrokken toen naar Sumatra. Dampier ging op eigen verzoek van boord en maakte nog enige expedities in de regio (onder meer naar Madras en Tonkin) voor hij uiteindelijk in 1691 met een Brits schip vanuit Bengkulu naar Engeland terugkeerde.
Over Dampiers leven in de volgende zes jaar is weinig bekend, maar in 1697 gaf Dampier een verslag van zijn reis uit, A new voyage round the world, dat vanwege zijn nuchtere, wetenschappelijke stijl positief ontvangen werd.

## Marine-expeditie (1699-1701)

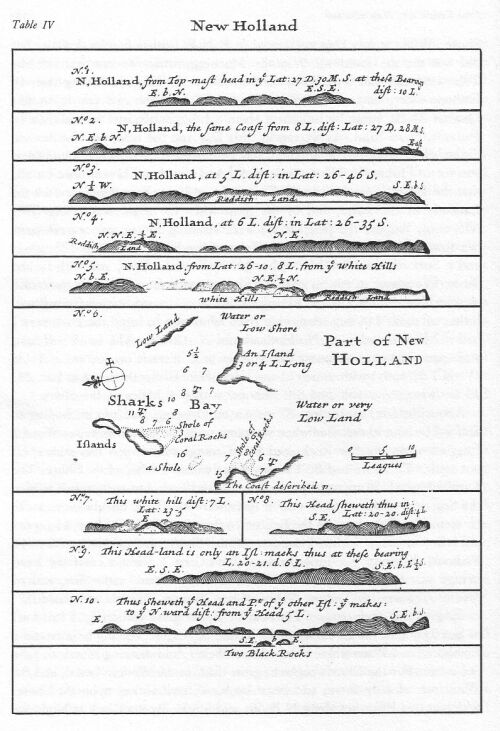
De kust van Nieuw-Holland

Dampier gold als een expert op het gebied van de hydrografie van het zuidelijk halfrond, en werd in 1699 aangesteld als leider van een wetenschappelijke expeditie van de marine naar Nieuw Holland op de Roebuck. Hij voer rond Kaap de Goede Hoop, en meteen door naar Australië. Hij benoemde Sharkbaai en Roebuckbaai, maar vond niets van waarde in de woestijnkust, en vertrok naar Timor om het schip te herstellen.
Hierna onderzocht hij de kusten van Nieuw-Guinea en Nieuw-Brittannië en bracht deze nauwkeuriger in kaart dan voorheen. Zijn naam staat tegenwoordig op de kaart als Selat Dampier tussen Nieuw-Guinea en Waigeo en Dampier Strait tussen Nieuw-Brittannië en Umboi (en ook in Dampierland, het deel van de Australische kust waar hij in 1688 geland was). Hierna keerde hij terug naar Indonesië, en vervolgens terug naar Engeland. De Roebuck raakte echter lek, en hij leed schipbreuk op Ascension, waar zijn mannen door andere schepen werden opgepikt.
In Engeland werd Dampier niet goed ontvangen. Hij werd bij krijgsraad schuldig bevonden aan misdragingen ten opzichte van zijn 1e luitenant George Fisher, die hij na een poging tot muiterij overboord had gezet in Brazilië. Dampier keerde enige tijd terug naar het piratenleven.

## Tweede reis om de wereld (1703-1707)
In 1703 werd Dampier door een groep handelaren uit Londen en Bristol aangesteld als leider van een kaapvaart naar de Grote Oceaan. Hij rondde Kaap Hoorn en bereikte Juan Fernandez met de St George, terwijl Thomas Stradling hetzelfde deed in de Cinque Ports. Bij aankomst op de landengte van Panama besloten Dampier en Stradling wegens hun aanhoudende onenigheden verder apart te opereren.
Dampier viel een aantal steden en dorpen in Panama en Ecuador aan, en deed een mislukte poging een Manillagaljoen te veroveren. De St George was echter in te slechte staat om verder te varen, en werd overgeladen in een veroverd Spaans schip. De bemanning muitte tegen Dampier, en vertrok onder John Clipperton naar de Filipijnen en Macau, Dampier in de St George achterlatend. Dampier vertrok in een ander Spaans schip, verloor nog meer mannen door een volgende muiterij, maar wist uiteindelijk ook de Grote Oceaan over te steken, waarna hij in Nederlands-Indië door de Nederlanders werd gearresteerd wegens piraterij, maar later weer werd vrijgelaten.
Een bekend deelnemer aan deze expeditie was Alexander Selkirk, die door Stradling later op Juan Fernandez werd achtergelaten, en wiens lotgevallen de basis vormen voor het boek Robinson Crusoe van Daniel Defoe.

## Derde reis rond de wereld (1708-1711)
In 1708 vertrok Dampier opnieuw, dit keer als stuurman voor de expeditie van Woodes Rogers. Op Juan Fernandez werd Selkirk opgepikt, en Woodes veroverde meerdere Spaanse schepen en viel Spaanse steden aan. Bij Kaap St. Lucas (Neder-Californië) werd een rijk gevuld Manillagaljoen veroverd.
De Grote Oceaan werd overgestoken, en via Nederlands-Indië werd, als onderdeel van een Nederlands konvooi, uiteindelijk Nederland en van daaruit Londen bereikt. Hierna beëindigde Dampier zijn piratenleven, en vestigde zich in Londen, waar hij in 1715 overleed.